# Pferdetor

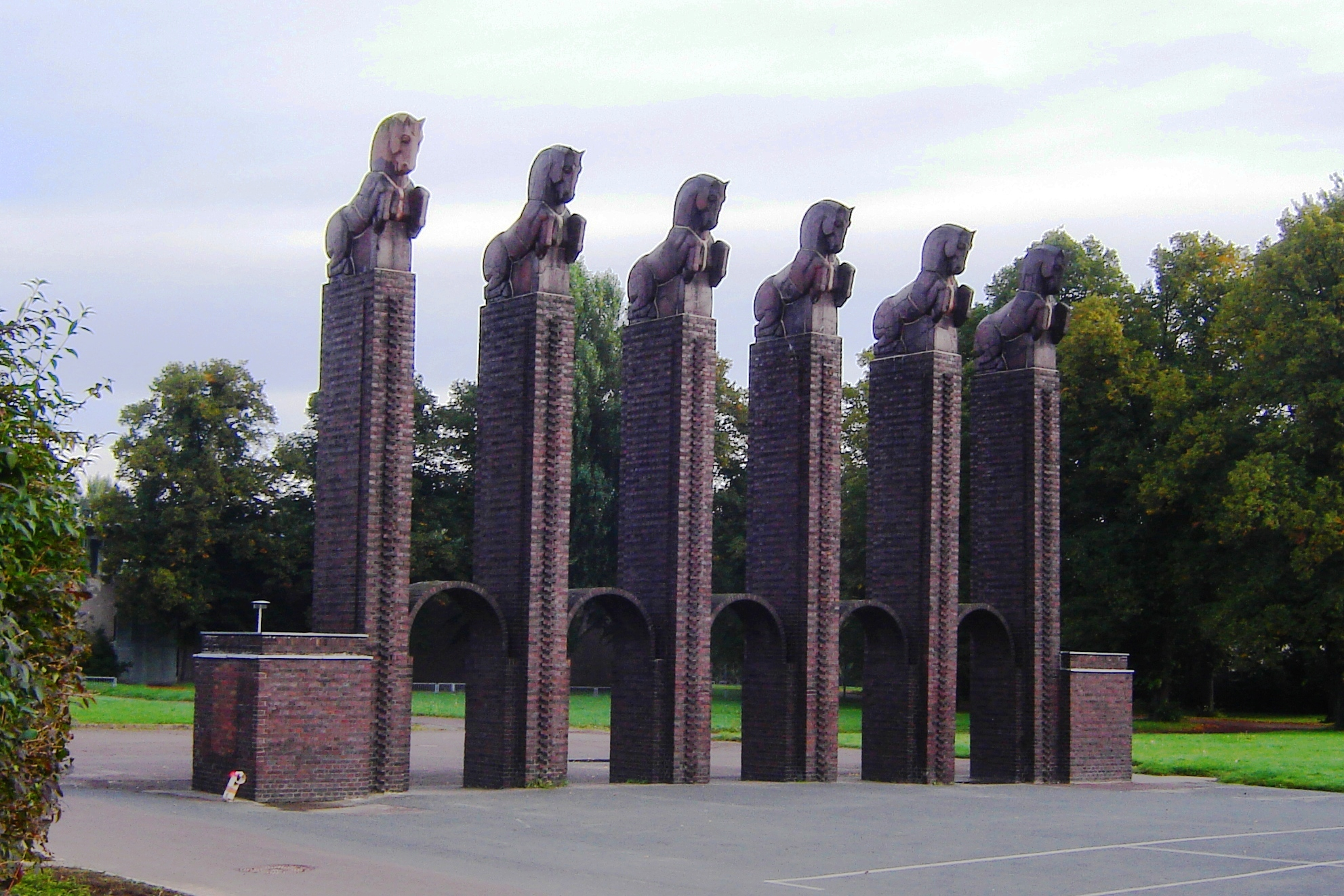
Pferdetor, 2013

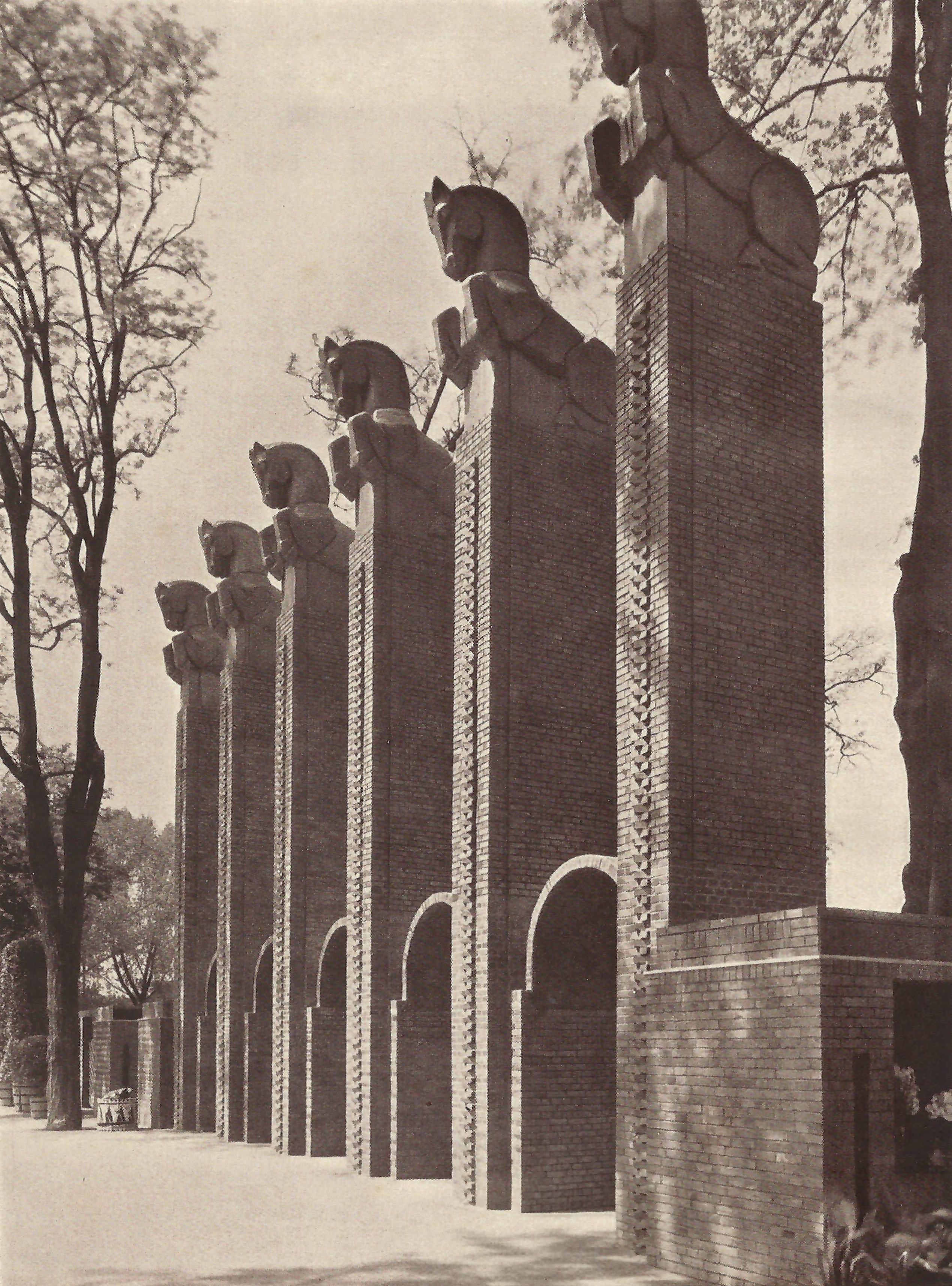
1927

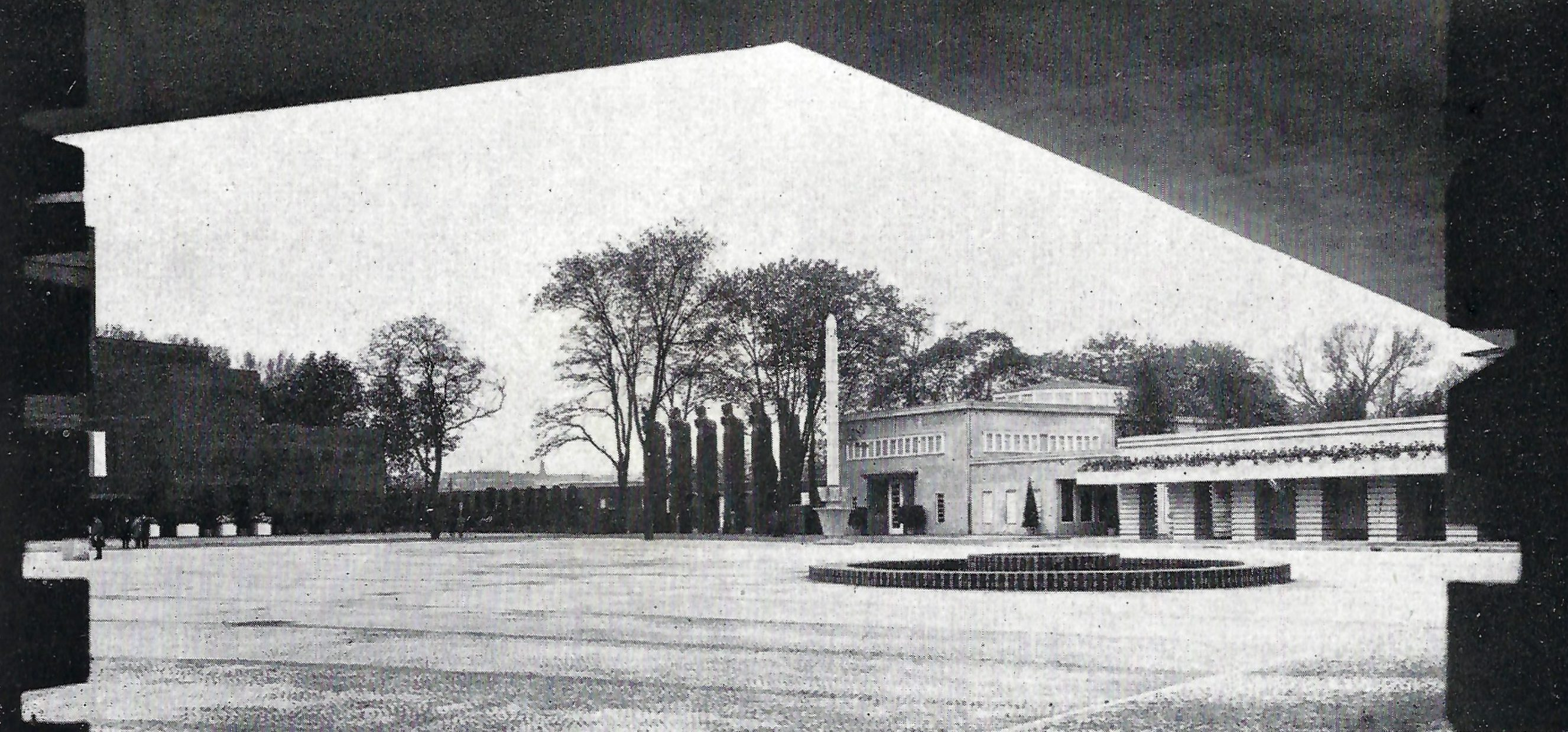
Das Pferdetor im Hintergrund im Zusammenhang mit der ursprünglichen Umgebungsbebauung, 1927

Das Pferdetor ist eine denkmalgeschützte Toranlage in Magdeburg in Sachsen-Anhalt.

## Lage
Das Tor befindet sich nordöstlich der Stadthalle Magdeburg im Magdeburger Stadtteil Werder, nahe des Heinrich-Heine-Platzes.

## Architektur und Geschichte
Errichtet wurde das Tor 1926/1927 nach einem Entwurf von Albinmüller anlässlich der Deutschen Theaterausstellung 1927. Ursprünglich war es mit in diesem Bereich bestehenden Ausstellungshallen verbunden und markierte den Übergang vom südlich gelegenen Ehrenhof zum Fest- und Vergnügungspark.
Die Gestaltung des Tores stellt eine Fortentwicklung des ebenfalls von Albinmüller entworfenen und bereits 1926 in Darmstadt aufgestellten Löwentores dar. Es bestehen sechs etwa zehn Meter hohe Pylone, die jeweils von einer Keramikplastik bekrönt sind, die ein springendes Pferd darstellt, woraus sich der Name des Tors ableitet. Die Plastiken wurden von Fritz Maenicke und Max Rossdeutscher geschaffen. Sie symbolisieren das Sachsenross des Stammesherzogtum Sachsen. Zwischen den Pylonen besteht jeweils ein leicht wirkendes, schmales, mit seiner Stärke von nur einem Klinker an eine Membran erinnerndes, als Rundbogen ausgeführtes Tonnengewölbe. Geprägt wird das Tor von einer eindrucksvollen Klinkerarchitektur, die sowohl maurermäßig als auch skulptural anspruchsvoll ist.
Albinmüller setzte sich, vor dem Hintergrund fehlender Finanzmittel, für die Verwirklichung des Baus persönlich ein und bemühte sich um Spender. So waren die Klinker ein Geschenk einer Ziegelei. Die Plastiken wurden als Reklamestücke der Kieler Keramischen Fabrik ebenfalls kostenfrei, gearbeitet nach einem von Albinmüller angefertigten Modells, geliefert. Albinmüller selbst war zweimal in Kiel, um an den Pferdeplastiken zu arbeiten.
Im Zweiten Weltkrieg blieb das Tor, trotz erheblicher Zerstörungen im unmittelbaren Umfeld, erhalten. Auch in der Zeit der DDR blieb das Tor bestehen. Der in Magdeburg ausgetragene Triathlon-Wettbewerb startete im Umfeld des Tores.
Im Denkmalverzeichnis des Landes Sachsen-Anhalt ist die Toranlage unter der Erfassungsnummer 094 06422 als Baudenkmal verzeichnet.

### Geplanter Abriss

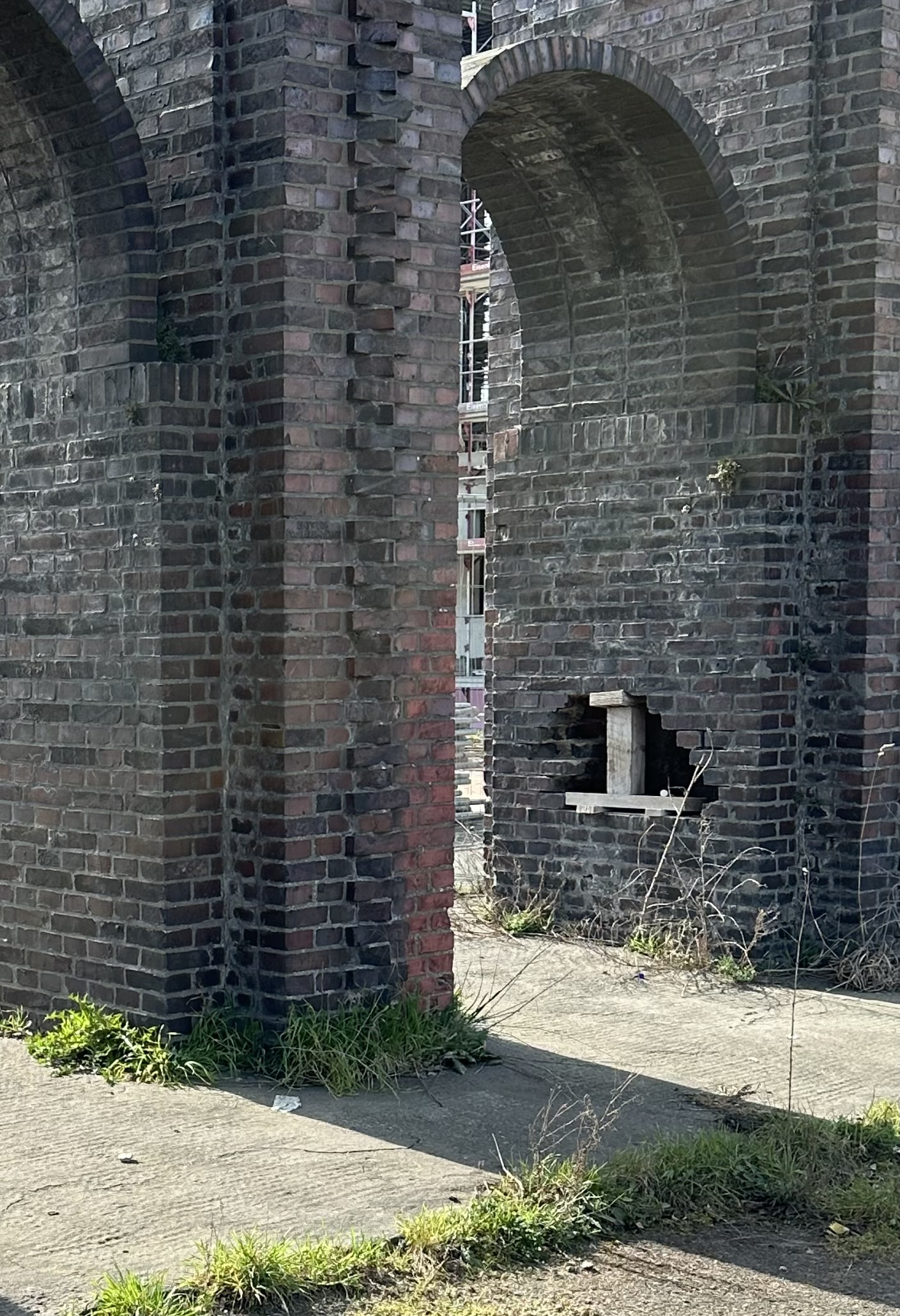
Schadhafte gesicherte Stelle am Pferdetor, 2024

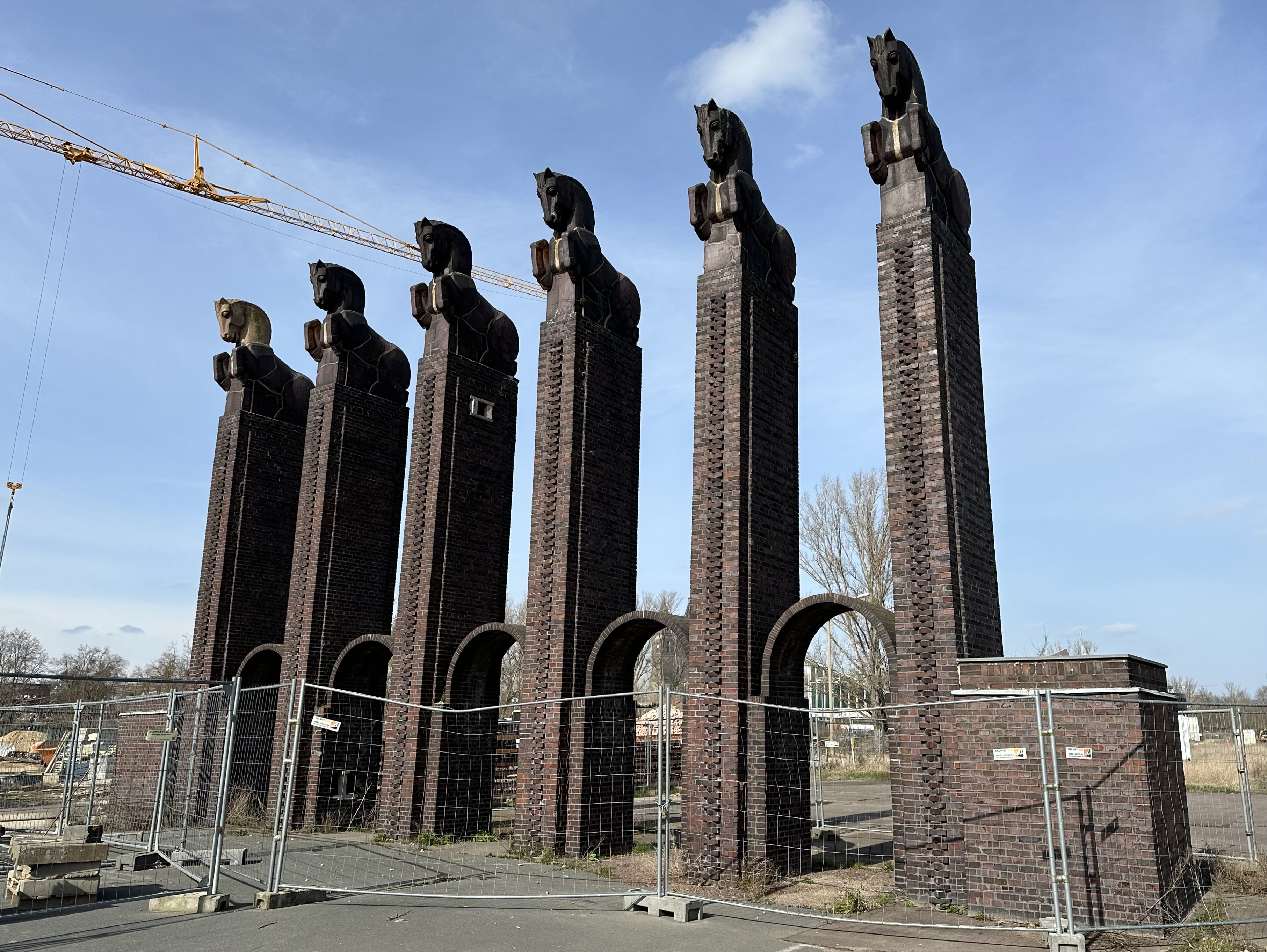
Umzäuntes Tor während der Umbauarbeiten an der Stadthalle, 2024

2024 wurde bekannt, dass der Eigenbetrieb Kommunales Gebäudemanagement der Stadt Magdeburg, der das Tor gehört, einen Abriss der Toranlage beabsichtigt. Als Begründung wurde der desolate Zustand des Bauwerks angegeben. Ursächlich seien Mängel in der Gründung des Baus, dem auch Hochwässer und der Leitungsbau in der Zeit der DDR zugesetzt hätten. Der aus Stahlbeton bestehende Kern weise keine ausreichende Betondeckung auf, so dass Wasser eindringen und zu Korrosion führen konnte. In der Folge würde das Mauerwerk nach außen gedrückt, so dass Risse entstanden sein und noch weiter entstehen würden. Einer der Pylone habe sich bereits leicht geneigt. Es bestehe daher ein hoher Sanierungsbedarf, die ursprünglich dafür einmal vorgesehenen 120.000 Euro würden dafür bei weitem nicht reichen. Nach dem Abriss sei ein Neuaufbau beabsichtigt. Die originalen Klinker sollten jedoch aus Kostengründen nicht mehr verwendet werden. Auch eine Nachbeschaffung von Klinkern mit dem beim Bau genutzten Oldenburger Format solle unter Kostengesichtspunkten vermieden werden. Man wolle sich auf den Erhalt der Pferdeskulpturen konzentrieren. Im Übrigen könne man mit modernen Methoden die Optik wieder hinbekommen und zeigen, was Albinmüller wollte.
In der Kommunalpolitik ist der Abriss jedoch umstritten. Vertreter von Bündnis 90/Die Grünen, SPD, Linke und future! lehnten den Abriss ab. Lediglich die Gartenpartei sprach sich für ein bloße Rettung der Pferdeskulpturen und erst spätere Lösung für das Tor aus.

## Bedeutung
Das Tor als dekorative Fest- und Ausstellungsarchitektur gilt als eines der Hauptwerke Albinmüllers als Baukünstler und bedeutendes Zeugnis der expressiv-modernen Backsteinarchitektur der 1920er Jahre. Es zeigt die Bedeutung des späten Jugendstils für die Entwicklung der Architektur nach Ende des Ersten Weltkriegs. Gemeinsam mit der Stadthalle und dem Albinmüller-Turm gilt das Tor als wichtige bauliche Dominante des Areals und ist ein wichtiges Wahrzeichen der Stadt Magdeburg.